# بيتر كوتي
بيتر كوتي (بالألمانية: Peter Kotte)‏ مواليد 8 ديسمبر 1954 في ألمانيا الشرقية، هو لاعب كرة قدم ألماني دولي سابق كان يلعب كمهاجم.

## المسيرة الاحترافية

### أندية لعب لها
- دينامو دريسدن

## روابط خارجية
- بيتر كوتي على موقع قاعدة بيانات كرة القدم.إي يو (الإنجليزية)
- بيتر كوتي على موقع بيانات كرة القدم. دي إي (الألمانية)
- بيتر كوتي على موقع ناشيونال فوتبول تيمز (الإنجليزية)
- بيتر كوتي على موقع عالم كرة القدم.نت (الإنجليزية)